# عزب شركة الاتحاد
قرية عزب شركة الاتحاد هي إحدى القرى التابعة لمركز الدلنجات في محافظة البحيرة في جمهورية مصر العربية. حسب إحصاءات سنة 2006، بلغ إجمالي السكان في عزب شركة الاتحاد 6374 نسمة، منهم 3191 رجل و3183 امرأة.